# Co-extinctie
Co-extinctie verwijst naar het fenomeen waarbij het verdwijnen of de sterke achteruitgang van een soort, mogelijk een gastheer, prooidier of andere voedselbron, leidt tot het verlies (of het risico daarop) van een andere soort, die van de eerste afhankelijk is. Dit kan mogelijk leiden tot een kettingreactie over verschillende trofische niveaus. De term werd voor het eerst gebruikt in 1993 door Stork and Lyal, voor de beschrijving van het uitsterven van parasitaire insecten na het afsterven van bepaalde gastheren. Een recenter wetenschappelijk voorbeeld is de achteruitgang van korstmossen bij het afsterven van de essenbossen (fraxinus excelsior) in Scandinavië. In het algemeen gaat het om het verlies van elke interagerende soort, al dan niet in competitie. Nog een voorbeeld is het verdwijnen van gespecialiseerde herbivoren na het verlies van hun voedselbron. Co-extinctie komt vooral voor wanneer een sleutelsoort verdwijnt. 
In recente klimaatrapporten wordt gewezen op co-existentie als een nog weinig onderzochte factor in het massale verlies van biodiversiteit, als consequentie van de opwarming van de Aarde.